# Das Vaterspiel (Roman)
Das Vaterspiel ist ein Roman des österreichischen Schriftstellers Josef Haslinger, der 2000 im S. Fischer Verlag veröffentlicht und 2009 von Michael Glawogger unter dem gleichen Titel verfilmt wurde.

## Inhalt
Rupert Kramer, genannt Ratz, ist 35, Single, ein Computerfreak und Versager.
Im November 1999 erhält er einen Anruf von Mimi, seiner Jugendliebe, aus New York City: Sie benötige seine handwerklichen Fähigkeiten und er müsse nichts tun, was er nicht will. Kramer sieht darin nicht nur die Chance auf ein romantisches Abenteuer, sondern auch darauf, sein Vatervernichtungsspiel in Amerika auf den Markt zu bringen. Also bringt er seine Katze Alexandr zu seiner Mutter und macht sich auf den Weg nach Frankfurt am Main, wo ein Flugzeug auf ihn wartet.
Während Kramer allein mit dem Auto fährt und mit der verschneiten Fahrbahn zu kämpfen hat, erfährt der Leser von der Geschichte seiner Familie: von seinem sozialdemokratischen Wiener Vater und dessen Aufstieg zum Verkehrsminister, von den „schwarzen“ Eltern seiner Mutter in Scheibbs und den sich daraus ergebenden Problemen, vom Liebesleben seiner Schwester Klara und natürlich von Kramers eigener Kindheit und Mannwerdung, von seiner Studentenzeit, in der er Mimi kennenlernt, und von seiner zunehmenden Abneigung gegenüber seinem Vater, die in dessen Affäre mit einer Anderen (Kramer nennt sie nur „die Schnepfe“) und der folgenden Trennung der Eltern gipfelt und ihm den Anstoß zur Entwicklung seines Vatervernichtungsspiels gibt.
In die mehr oder weniger fortlaufende Handlung eingeflochten sind die Berichte des litauischen Juden Jonas Shtrom in Form dreier Protokolle seiner Aussagen vor der Zentralstelle der Landesjustizverwaltungen zur Aufklärung nationalsozialistischer Gewaltverbrechen aus dem Jahr 1959 und einer Zeugenaussage vor dem Office of Special Investigations im Justizministerium in Washington, D.C. acht Jahre später.
Die Berichte zeichnen ein erschreckend genaues Bild der Judenverfolgungen in Litauen während des Zweiten Weltkrieges, in dessen Verlauf Jonas Shtrom seine gesamte Familie verliert. Mit seinen Aussagen bezweckt er die Verhaftung zweier seiner Hauptpeiniger, SS-Standartenführer Karl Jäger und Algis Munkaitis.
Im Buch bleiben diese beiden Handlungsstränge jedoch fürs Erste ohne ersichtlichen Zusammenhang.
Als Kramer schließlich in New York ankommt, eröffnet Mimi ihm den wahren Grund seiner Reise: Ihre Großmutter hält seit 32 Jahren ihren Bruder Lucas Kralikauskas, einen ehemaligen NS-Verbrecher, bei sich im Keller versteckt, um ihn vor der Strafverfolgung zu beschützen; Kramer soll nun sein Versteck ausbauen. Anfangs ist er strikt dagegen, doch er lässt sich von Mimi überreden und beginnt mit den Renovierungsarbeiten.
Nebenbei findet er in New York durch Zufall einen potenziellen Geschäftspartner, mit dessen Hilfe ihm die Online-Vermarktung seines Vatervernichtungsspiels gelingt, und schon kurz darauf macht er damit große finanzielle Gewinne.
Am Weihnachtsabend hat Kramer die Umbauten fertiggestellt und er erfährt, dass Lucas Kralikauskas und Algis Munkaitis ein und dieselbe Person sind. Kurze Zeit später erhält er einen Anruf von seiner Mutter aus Österreich: Sein Vater habe sich umgebracht.
Kramer kehrt nach Österreich zurück und erfährt auf der Trauerfeier von den finanziellen Problemen seines Vaters, die offenbar zu dessen Selbstmord geführt haben. Kramer aber sieht einen Laptop in seinem ehemaligen Kinderzimmer und vermutet, dass sein Vater im Internet auf das Vatervernichtungsspiel gestoßen ist und dies der wahre Auslöser war.

## Verfilmung
2009 verfilmte Regisseur Michael Glawogger das Buch unter dem Titel Das Vaterspiel mit Helmut Köpping als Rupert Kramer, Sabine Timoteo als Mimi Kralikauskas und Ulrich Tukur als Jonas Shtrom.